# Имбер, Юг
Юг Имбер (фр. Hugues Imbert; 11 января 1842, Мулен-Анжильбер — 15 января 1905, Париж) — музыкальный критик и журналист.

## Биография
Окончил коллеж Сент-Барб в Париже. Учился игре на скрипке частным образом, сперва дома, затем в Париже у Рихарда Хаммера и Огюста Фошё (Auguste Faucheux). Работал на протяжении долгих лет в парижской офтальмологической клинике, пока не вышел в отставку в середине 1880-х гг.
С 1886 г. регулярно публиковался как музыкальный критик, выпускал периодическое издание L’Indépendance musicale et dramatique. Одновременно с 1894 г. и до конца жизни соредактор журнала Le guide musical. Статьи и очерки о музыкантах-современниках собрал в несколько сборников: «Профили музыкантов» (фр. Profils de musiciens; 1888), «Новые профили музыкантов» (фр. Nouveaux profils de musiciens; 1892), «Портреты и этюды» (фр. Portraits et Études; 1894), «Профили современных художников» (фр. Profils d'artistes contemporains; 1897), «Современные медальоны» (фр. Médaillons contemporains; 1902). Отдельными изданиями выпустил книгу «Симфония после Бетховена» (фр. La symphonie après Beethoven; 1900), очерки жизни и творчества Шарля Гуно (1897) и Жоржа Бизе (1899); книга об Иоганнесе Брамсе вышла посмертно (1906) с предисловием Эдуарда Шюре. Именно Брамс, наряду с Робертом Шуманом, был, по свидетельству Анри де Кюрзона, самым важным для Имбера автором. Автор ряда статей во втором издании Музыкального словаря Гроува (в том числе о Сезаре Франке).
Помимо сочинений на музыкальные темы, напечатал книгу путевых очерков «Четыре месяца в Сахеле» (фр. Quatre Mois au Sahel; 1888).
Имберу посвящён Вальс-экспромт Op. 17 Рикардо Кастро (1904).